# جنایات جنگی در افغانستان
جنایات جنگی در افغانستان دورهٔ جنگ از سال ۱۹۷۹ تاکنون را در بر می‌گیرد. با تهاجم شوروی به افغانستان در سال ۱۹۷۹، چهل سال جنگ داخلی به اشکال مختلف افغانستان را درهم شکست. جنایات جنگی از سوی تمام طرفین انجام شد، اگرچه طالبان مسئول اکثریت آن‌ها بوده‌اند.
از زمان ظهور طالبان در دهه ۱۹۹۰، جنایات آن شامل کشتار غیرقانونی غیرنظامیان در دوره مدیریت امارت اسلامی افغانستان، کشتار سیستماتیک غیرنظامیان و خشونت جنسی در زمان جنگ در طول دهه ۲۰۱۰ و اعدام غیرنظامیان در جریان هجوم ۲۰۲۱ طالبان بوده‌است.

## طالبان

### کشتار غیرقانونی غیرنظامیان

#### امارت اسلامی افغانستان (۱۹۹۶–۲۰۰۱)
طالبان در تسلط نظامی خود بر مزار شریف که در ۸ اوت ۱۹۹۸ آغاز شد، از حوالی ساعت ۱۰:۳۰ تا ظهر، غیرنظامیان، عمدتاً هزاره‌ها، و برخی از تاجیک‌ها و ازبک‌ها را به ضرب گلوله کشتند و گلوی آنها را بریدند. اعدام‌ها تا ۱۳ یا ۱۴ اوت ادامه یافت. طالبان در ماه مه ۲۰۰۰ و ژانویه ۲۰۰۱ قتل‌عام‌هایی را عمدتاً در مورد هزاره‌ها انجام دادند. در کشتار گذرگاه روبوتک در ماه مه ۲۰۰۰، ۳۱ نفر توسط نیروهای طالبان کشته شدند که از میان آنها ۲۶ نفر توسط دیده‌بان حقوق بشر (HRW) «به عنوان غیرنظامی معرفی شدند». به مدت چهار روز از ۸ ژانویه ۲۰۰۱، نیروهای طالبان ۱۷۰ غیرنظامی را در یکاولنگ با شلیک جوخه کشتند.

#### مخالفان مسلح (۲۰۰۱–۲۰۲۱)
کمیسیون مستقل حقوق بشر افغانستان تروریسم طالبان علیه غیرنظامیان افغانستان را جنایت جنگی خواند. به گفته عفو بین‌الملل، طالبان مرتکب جنایات جنگی با هدف قرار دادن غیرنظامیان، از جمله کشتن معلمان، ربودن امدادگران و سوزاندن ساختمان‌های مکتب‌ها شدند. عفو بین‌الملل بیان کرد که ۷۵۶ غیرنظامی در سال ۲۰۰۶ در پی بمب‌های جاده‌ای طالبان یا بمب‌گذاران انتحاری کشته شدند.
در سال ۲۰۱۰، طالبان به‌طور سیستماتیک غیرنظامیان را در افغانستان کشتند، معمولاً بر اساس این ادعا که قربانیان از جمهوری اسلامی افغانستان حمایت می‌کردند. روزنامه‌نگاری که با عفو بین‌الملل مصاحبه کرد گفت که بزرگان روستایی که از همکاری با طالبان امتناع می‌کردند اعدام شدند و پس از مرگ متهم به «جاسوسی با آمریکا» شدند.
ناتو مدعی شده‌است که طالبان از غیرنظامیان به عنوان سپر انسانی استفاده کرده‌است. به عنوان نمونه، ناتو به قربانیان حملات هوایی ناتو در ولایت فراه در ماه مه ۲۰۰۹ اشاره کرد که طی آن دولت افغانستان ادعا می‌کند تا ۱۵۰ غیرنظامی کشته شدند. ناتو اعلام کرد که شواهدی در دست دارد که نشان می‌دهد طالبان غیرنظامیان را مجبور به ورود به ساختمان‌هایی کرده‌است که احتمالاً توسط هواپیماهای ناتو درگیر در جنگ هدف قرار می‌گیرند. سخنگوی قوماندان آیساف گفت: «این یک طرح عمدی از سوی طالبان برای ایجاد یک بحران تلفات غیرنظامی بود. اینها سپر انسانی نبودند بلکه قربانیان انسانی بودند. ما اطلاعاتی داریم که به این امر اشاره می‌کند.» به گفته وزارت خارجه آمریکا، طالبان در افغانستان حقوق بشر را علیه زنان نقض کرده‌است.
در سال ۲۰۱۱، نیویورک تایمز گزارش داد که طالبان مسئول کشتار ۷۵ درصد از غیرنظامیان در جنگ در افغانستان است. گزارش‌های سازمان ملل متحد به‌طور مداوم طالبان و سایر نیروهای ضد دولتی را مسئول اکثر تلفات غیرنظامیان در درگیری‌ها می‌داند. در سال ۲۰۱۳، سازمان ملل اعلام کرد که طالبان در مسیرهای ترانزیتی بمب قرار داده‌است.

در سال ۲۰۱۵، عفو بین‌الملل گزارش داد که طالبان مرتکب قتل‌عام و تجاوز گروهی به غیرنظامیان افغان در قندوز شدند. جنگجویان طالبان اقوام زن فرماندهان پلیس و سربازان و نیز قابله‌ها را کشتند و به آنها تجاوز کردند. یکی از فعالان حقوق بشر زن این وضعیت را به شرح زیر توصیف کرد:
زمانی که طالبان کنترل خود را بر قندوز اعلام کردند، ادعا کردند که قانون و نظم و شریعت را به شهر می‌آورند. اما هر کاری که انجام داده‌اند هر دو را نقض کرده‌است. نمی‌دانم چه کسی می‌تواند ما را از این وضعیت نجات دهد.»
در سال ۲۰۱۵ در قندوز، جوخه‌های مرگ طالبان از فهرستی از غیرنظامیان - «فعالان، روزنامه‌نگاران و کارمندان ملکی» را به دست آورد و خانه به خانه بازرسی کرده و آنها را کشتند. نیروهای طالبان وارد خانه یک زن مجروح شده و با شلیک گلوله به سر او شلیک کردند.

#### حمله ۲۰۲۱ طالبان
در نیمه اول سال ۲۰۲۱، نیروهای طالبان بر اساس مأموریت معاونت سازمان ملل متحد در افغانستان (یوناما) مسئول کشتن ۹۱۷، یا به گفته کمیسیون مستقل حقوق بشر افغانستان (AIHRC) ۶۹۹ غیرنظامی بودند. به گفته یوناما، طالبان مسئول «اکثریت» تخریب و غارت خانه‌های شخصی و زیرساخت‌های غیرنظامی در ماه مه و ژوئن بوده‌اند. ایالات متحده و سایر کشورها در اوایل سال ۲۰۲۱ شروع به خروج نیروهای باقیمانده کردند.
در ۱۲ می ۲۰۲۱، سهیل پردیس که به مدت ۱۶ ماه به عنوان مترجم برای نیروهای مسلح ایالات متحده در افغانستان کار کرده بود، پس از انتقال به بیرون از خودرو توسط طالبان توسط طالبان سر بریده شد.
در ۱۶ ژوئن، در ولسوالی دولت‌آباد، ۲۲ کماندوی غیرمسلح نیروهای ویژهٔ افغان در حالی که می‌خواستند به نیروهای طالبان تسلیم شوند، اعدام شدند. ویدئویی از این رویداد به‌طور گسترده انتشار یافت و توسط سی‌ان‌ان پخش شد. سمیرا حمیدی از عفو بین‌الملل این رویداد را «قتل خونسرد سربازان تسلیم‌شده – جنایت جنگی» توصیف کرد. او خواستار بررسی این رویداد به عنوان بخشی از تحقیقات دادگاه کیفری بین‌المللی در افغانستان شد.
در ژوئیه ۲۰۲۱ در قندهار، نیروهای طالبان منتقدان و افرادی را که گمان می‌رفت اعضای دولت‌های سطح استان و بستگان آنها بوده‌اند، به‌طور فراقضایی اعدام کردند. پاتریشیا گوسمن از دیده‌بان حقوق بشر اظهار داشت که «فرماندهان طالبان که بر چنین جنایاتی نظارت دارند، مسئول جنایات جنگی نیز هستند». او این اعدام‌ها را «نشان دادن تمایل فرماندهان طالبان برای سرکوب خشونت‌آمیزترین انتقادها یا مخالفت‌ها» توصیف کرد. برآورد تعداد شهروندان که به صورت خودسرانه توسط طالبان در اواسط ماه ژوئیه در سپین‌بولدک بازداشت شده بودند طیف وسیعی از ۳۸۰ تا ۹۰۰ نفر را شامل می‌شود که از جملهٔ آنها ۴۰ تا ۱۰۰ نفر به صورت فراقضایی اعدام شدند.
در اوایل ژوئیه ۲۰۲۱ در ولسوالی مالستان، نیروهای طالبان غیرنظامیان را کشتند، اموال شخصی را غارت کردند، آنها را آتش زده و دکان‌ها را ویران و غارت کردند. در طی ۴ تا ۶ ژوئیه ۲۰۲۱ در مندرخت، ولسوالی مالستان، طالبان ۹ هزاره را به‌طور فراقضایی اعدام کردند. هزاره‌ها قبلا مورد آزار و اذیت طالبان قرار گرفته بودند. سه نفر قبل از اعدام توسط نیروهای امنیتی طالبان شکنجه شدند: پاها و دست‌های وحید قرمان شکسته، موهایش کنده شده و از ناحیه صورت کتک خورد. جعفر رحیمی به شدت مورد ضرب و شتم قرار گرفت و با دستمال خفه شد. سید عبدالحکیم قبل از اصابت گلوله به سینه‌اش مورد ضرب و شتم قرار گرفت، دستانش بسته شد و به پاهایش تیراندازی شد. سه نفر در یک پاسگاه طالبان و سه نفر دیگر در مندرخت اعدام شدند.
در ۱۵ ژوئیه ۲۰۲۱، دانش صدیقی ، خبرنگار عکاسی در سپین بولدک، یا در تیراندازی متقابل بین نیروهای امنیت ملی افغانستان و طالبان یا پس از دستگیری توسط طالبان کشته شد. بدن او مثله شده بود و صورتش غیرقابل تشخیص و آثار لاستیک روی صورت و سینه‌اش باقی ماند.
در ۲۲ ژوئیه ۲۰۲۱، نظرمحمد یک کمدین محبوب، معروف به «خاشا زوان» توسط طالبان در ولایت قندهار اعدام شد.
در اواخر ژوئیه، چهار پرسنل نیروی امنیتی و یک کارمند شفاخانه از ولسوالی شکردره توسط نیروهای طالبان شکنجه و اعدام شدند. بچهٔ کاکای (پسرعمو) یکی از قربانیان به نام عبدالرحمن گفت که طالبان چشم و زبان بچهٔ کاکایش را برداشته و قبل از تیراندازی با موتر (ماشین) او را زیر گرفته‌اند. یکی از فرماندهان نیروهای افغان به نام عبدالحمید پس از اسارت توسط طالبان در نزدیکی هرات اعدام شد.
در ۶ اوت ۲۰۲۱، نیروهای طالبان مسئولیت ترور دوا خان میناپال، رئیس مرکز رسانه‌ها و اطلاعات دولتی در کابل را به عهده گرفتند. در همان روز که طالبان کنترل زرنج را به دست گرفتند، لال گل لال، فعال حقوق بشر بیان کرد که اعدام ۳۰ سرباز توسط طالبان جنایت جنگی است. به گزارش طلوع نیوز، برخی از این سربازان قبل از کشته شدن توسط طالبان شکنجه شده و چشم‌هایشان از حدقه برداشته شد. طالبان اعلام کردند که این سربازان در جریان درگیری کشته شدند.
در ۲۱ اوت ۲۰۲۱، ویدیویی که حاجی ملا اچکزی، فرمانده سابق پولیس ولایت بادغیس را نشان می‌داد، قبل از اینکه توسط جنگجویان طالبان از فاصله نزدیک به ضرب گلوله کشته شود، چشم‌بند و شکنجه شده بود. به تاریخ ۳۰ اوت ۲۰۲۱ گزارش شد که غلام سخی اکبری، فرمانده سابق پولیس ولایت فراه در شاهراه کابل - قندهار کشته شد.
در ۲ سپتامبر ۲۰۲۱، فؤاد اندراب خواننده فولکلور پس از اینکه از خانه‌اش در دره اندراب برده شده بود توسط جنگجویان طالبان اعدام شد.
در ۵ سپتامبر ۲۰۲۱، جنگجویان عرب زبان طالبان به عنوان مقصر قتل یک افسر سابق پلیس باردار به نام بانو نگار در فیروزکوه معرفی شدند. به گفته خانواده نگار، او هشت‌ماهه باردار بود که سه فرد مسلح طالبان به خانه خانواده‌اش رسیدند و همه ساکنان آن را بستند و بعد از ضرب و شتم و تیراندازی، نگار و طفل متولد نشده‌اش را در مقابل چشمان شوهر و دیگر فرزندانش کشته شدند.

#### درگیری‌های پنجشیر
در جریان درگیری پنجشیر، طالبان به اعدام‌های غیرقانونی و مسدود کردن عرضه مواد غذایی متهم شدند. یکی از بزرگان قبیله گفت که هشت غیرنظامی در ۷ سپتامبر توسط آنها اعدام شدند. شورش، پسر امرالله صالح اظهار داشت که کاکایش روح‌الله عزیزی در ۹ سپتامبر در کنار راننده‌اش توسط طالبان پس از توقف در یک ایست بازرسی اعدام شدند. یک گزارش تحقیقی که در ۱۳ سپتامبر توسط بی‌بی‌سی منتشر شد به این نتیجه رسید که طالبان حداقل ۲۰ غیرنظامی را در پنجشیر از زمان ورود آنها به دره در آغاز ماه سپتامبر اعدام کردند. خبرنگاران خبرگزاری فرانسه که در ۱۵ سپتامبر اجازه ورود به پنجشیر را گرفتند، با ساکنانی که مدعی بودند طالبان ۱۹ غیرنظامی را بین روستای خنج و بازارک اعدام کرده‌اند، مصاحبه کردند و از فرار غیرنظامیان از ولایت جلوگیری کردند تا از آنها به عنوان سپر انسانی استفاده کنند.

### خشونت جنسی
فقدان داده های معتبر در مورد شیوع و شکل خشونت علیه زنان در افغانستان به دلیل سنت گرایی نهفته و اعمال تبعیض آمیز گسترده در بسیاری از مناطق کشور وجود دارد که مانع جمع آوری آنها شده است. اما به طور کلی میتوان گفت خشونت جنسی در افغانستان به دلیل بی ثباتی مزمن، نابرابری ساختاری جنسیتی و فضای معافیت از مجازات است.طبق گفته سازمان ملل ، در پی فرمان طالبان مبنی بر اینکه زنان باید از سر تا پا خود را بپوشانند بسیاری از زنان به دلیل «بد حجابی» در دسامبر ۲۰۲۳ و ژانویه ۲۰۲۴ توسط طالبان بازداشت شدند.و نیز بنا بر اعلام گزارشگر سرویس خبری افغان زن تایمز، دستگیری ها و آزار جنسی زنان جوان در حین بازداشت در اوایل سال جاری منجر به خودکشی آنان شده.زن تایمز، همچنین داستان‌هایی از زنانی که توسط طالبان دستگیر شده‌اند و مورد تجاوز جنسی قرار گرفته‌اند، گزارش کرده است.
در سال ۲۰۱۵ در قندوز، نیروهای طالبان تجاوز جنسی، از جمله تجاوز گروهی را انجام دادند. یک زن به دلیل ارائه خدمات بهداشت باروری به زنان مورد تجاوز گروهی قرار گرفت و توسط طالبان اعدام شد.

### تحلیل و بررسی
طالبان به‌طور رسمی سیاست‌هایی را در نظر گرفته‌است که اعضای خود را از کشتن غیرنظامیان، بریدن برخی از اعضای بدن (مانند بینی و گوش)، یا استفاده از حملات انتحاری علیه اهدافی که ارزش نظامی قابل توجهی ندارند را منع می‌کند. طالبان کمیسیون‌های مستقل و نمبرهای تلفنی را برای گزارش ناشناس حوادث مربوط به حملات غیرنظامیان توسط اعضای خود ایجاد کرده‌است، که بسیاری از آنها به دلیل تخلفات اخراج یا به شدت مجازات شده‌اند.
با وجود این تلاش‌ها، هزاران غیرنظامی افغان از سال ۲۰۰۱ در حملات طالبان کشته شده‌اند، به طوری که یوناما ۷۴ درصد از تلفات غیرنظامیان افغان در سال ۲۰۱۳ را به طالبان نسبت داده‌است. مکس آبراهمز می‌گوید که رهبری طالبان از مشکلات حاد فرماندهی و کنترل رنج می‌برد که به دلیل ماهیت ناهموار این سازمان و تأثیر قتل‌های هدفمند مقامات بلندپایه طالبان توسط ارتش ایالات متحده است که تمایل به توانمندسازی فرماندهان جوان‌تر که تمایل به شلاق دارند را افزایش داده‌است. علیه مردم غیرنظامی آبراهمز دریافت که وقتی غیرنظامیان آسیب می‌بینند، طالبان اغلب مسئولیت حملات را انکار می‌کنند، حتی گاهی اوقات به دلیل افزایش تلفات غیرنظامیان، مسئولیت اولیه را پس می‌گیرند.

## ائتلاف شمال
در دسامبر ۲۰۰۱، کشتار دشت لیلی رخ داد، که در پی آن بین ۲۵۰ تا ۳۰۰۰ جنگجوی طالبان که تسلیم شده بودند، در حین انتقال توسط نیروهای ائتلاف شمال در کانتینرهای کامیون فلزی با گلوله کشته یا خفه شدند. گزارش‌ها همچنین نیروهای زمینی آمریکا را در محل حادثه نشان می‌دهد. مستند ایرلندی قتل‌عام افغان: کاروان مرگ به بررسی این ادعاها پرداخت و ادعا کرد که گورهای دسته‌جمعی هزاران قربانی توسط بازرسان سازمان ملل پیدا شده‌است و ایالات متحده تحقیقات در مورد این حادثه را مسدود کرده‌است.

## ناتو و متحدان

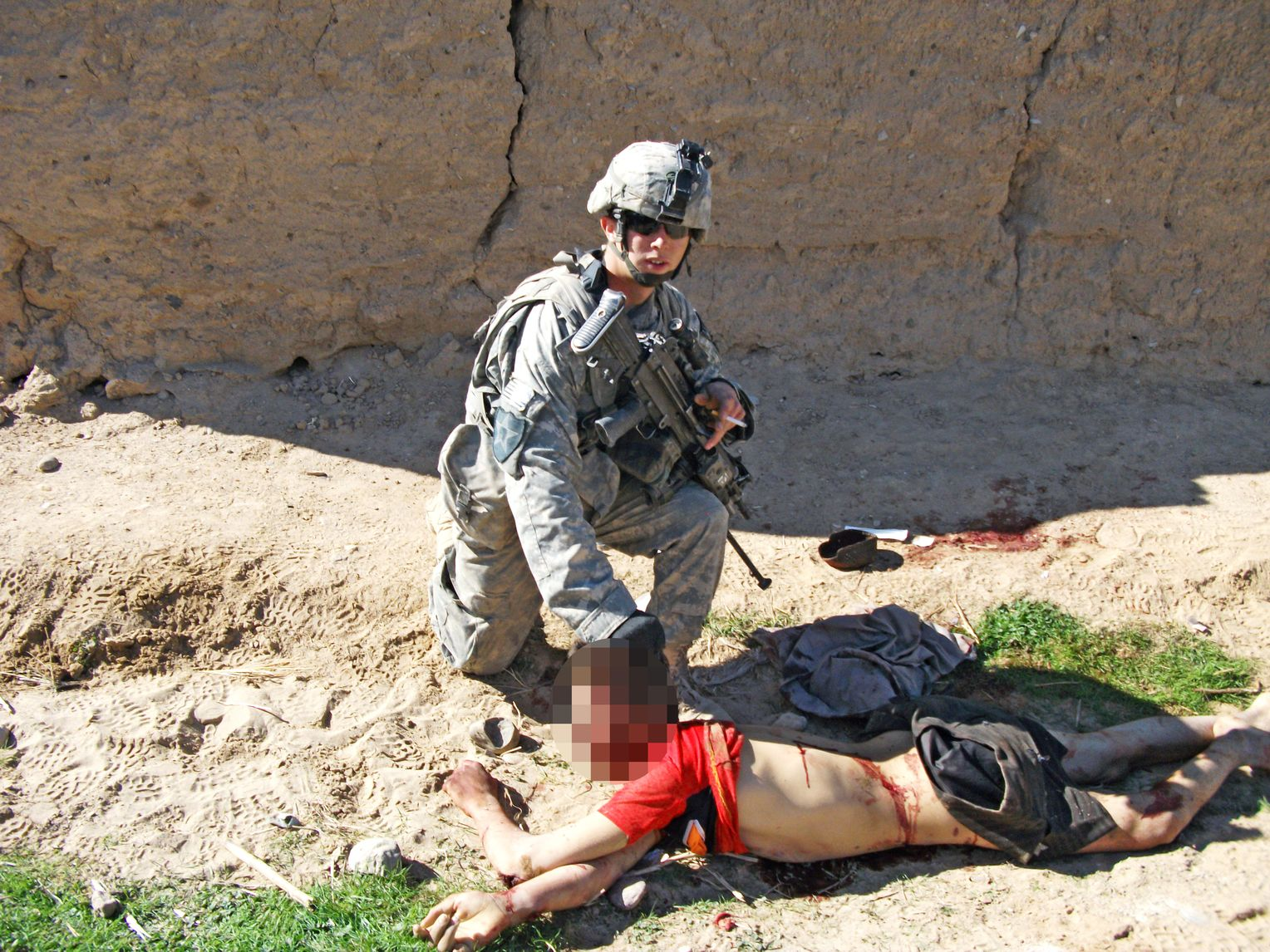
پسر افغان در ۱۵ ژانویه ۲۰۱۰ توسط گروهی از سربازان ارتش آمریکا به نام تیم کشتار به قتل رسید.

در ۲۱ ژوئن ۲۰۰۳، دیوید پاسارو، پیمانکار سیا و تکاور سابق ارتش ایالات متحده، عبدالولی، یک زندانی را در پایگاه ۱۰ مایل (۱۶ کیلومتر) جنوب اسدآباد، ولایت کنر به قتل رساند. پاسارو در یک مورد حمله جنایتکارانه با سلاح خطرناک و سه مورد حمله غیرقانونی مجرم شناخته شد. او در ۱۰ اوت ۲۰۰۹ به ۸ سال و ۴ ماه زندان محکوم شد.
در سال ۲۰۰۲، دو زندانی غیرنظامی غیرمسلح افغان توسط پرسنل نیروهای مسلح ایالات متحده در مرکز بازداشتگاه تئاتر بگرام (همچنین نقطه جمع‌آوری بگرام یا BCP) در بگرام، افغانستان، شکنجه و کشته شدند. زندانیان حبیب‌الله و دلاور به سقف بسته شده و تا حد مرگ کتک خوردند که باعث مرگ آنها شد. تحقیقات پزشکی قانونی اعلام کرد که مرگ هر دو زندانی قتل بوده‌است. کالبدشکافی ضربه شدیدی را به هر دو پای زندانیان نشان داد و این تروما را با ضربه خوردن توسط اتوبوس مقایسه کرد. پانزده سرباز متهم شدند.
در تابستان ۲۰۱۰، آیساف پنج سرباز ارتش ایالات متحده را به قتل سه غیرنظامی افغان در ولایت قندهار و جمع‌آوری اعضای بدن آنها به عنوان غنائم در آنچه که به کشتار بخش میوند معروف شد، متهم کرد. علاوه بر این، هفت سرباز به جرائمی مانند استفاده از حشیش، ممانعت از تحقیقات و حمله به سوت‌زن جاستین استونر متهم شدند. یازده نفر از دوازده سرباز به اتهامات مختلف محکوم شدند.
الکساندر بلکمن یک گروهبان نیروی دریایی سلطنتی بریتانیا از تاونتون، سامرست، در یک دادگاه نظامی در ویلتشایر به دلیل قتل یک جنگجوی غیرمسلح در ولایت هلمند در سپتامبر ۲۰۱۱ که طبق گزارش در زمان کشته‌شدن زخمی و غیرمسلح بود، متهم شد. در سال ۲۰۱۳، او از دادگاه نظامی در بولفورد، ویلتشایر به حبس ابد محکوم شد و به‌طور غیر شرافتمندانه از نیروی دریایی سلطنتی اخراج شد. در سال ۲۰۱۷، پس از شکایت به دادگاه تجدید نظر نظامی محکومیت وی به دلیل کاهش مسئولیت به قتل عمد کاهش یافته و این حکم به هفت سال کاهش یافت و عملاً بلکمن به دلیل مدت زمان سپری شده آزاد شد.
در کشتار قندهار در ۱۱ مارس ۲۰۱۲ در ولسوالی پنجوائی در ولایت قندهار، شانزده غیرنظامی کشته و شش غیرنظامی دیگر زخمی شدند. ۹ نفر از قربانیان کودک بودند و یازده نفر از کشته شدگان از افراز یک خانواده بودند. رابرت بیلز گروهبان ستاد ارتش ایالات متحده بازداشت شده و به شانزده فقره قتل عمد متهم شد. بیلز به شانزده فقره قتل عمد به عنوان بخشی از یک توافق برای جلوگیری از صدور حکم اعدام، اعتراف کرد و متعاقباً به حبس ابد بدون آزادی مشروط محکوم شد و به‌طور غیر شرافتمندانه‌ای از ارتش ایالات متحده اخراج شد.
در نوامبر ۲۰۱۴، عفو بین‌الملل پنتاگون را متهم کرد که مدارک مربوط به جنایات جنگی، شکنجه و قتل‌های غیرقانونی در افغانستان را پنهان کرده‌است.
در ۳ اکتبر ۲۰۱۵، یک حمله هوایی به بیمارستانی در قندوز توسط نیروی هوایی ایالات متحده آمریکا که توسط پزشکان بدون مرز اداره می‌شد، در جریان نبرد قندوز انجام شد. در این حمله هوایی ۴۲ نفر کشته و بیش از ۳۰ نفر زخمی شدند. زید رعد حسین، کمیساریای عالی حقوق بشر سازمان ملل متحد گفت که این حمله هوایی ممکن است جنایت جنگی بوده باشد. یازده روز پس از حمله هوایی، یک تانک آمریکایی وارد محوطه بیمارستان شد. مقامات پزشکان بدون مرز گفتند: «ورود اجباری و اعلام نشده آنها به اموال آسیب رساند، شواهد احتمالی را از بین برد و باعث استرس و ترس برای تیم پزشکان بدون مرز شد.» تحقیقات فرماندهی مرکزی ایالات متحده به این نتیجه رسید که برخی از پرسنل از قوانین درگیری و قانون جنگ مسلحانه پیروی نکرده‌اند. تحقیقات با این حال به این نتیجه رسید که حمله هوایی یک جنایت جنگی نبوده و اظهار داشت که برچسب «جنایات جنگی» معمولاً برای اعمال عمدی - هدف قرار دادن عمدی غیرنظامیان یا هدف قرار دادن عمدی اشیاء محافظت شده (مانند بیمارستان‌ها) محفوظ است. تحقیقات نشان داد که این حادثه ناشی از ترکیبی از خطاهای انسانی و نقص تجهیزات بوده و هیچ‌یک از پرسنل نمی‌دانستند که در حال حمله به یک مرکز پزشکی هستند.
در سپتامبر ۲۰۱۸، ایالات متحده تهدید کرد که در صورت متهم کردن هر یک از سربازان آمریکایی که در افغانستان خدمت می‌کنند، قضات دیوان کیفری بین‌المللی (ICC) و سایر مقامات را دستگیر و تحریم می‌کند. ایالات متحده همچنین اعلام کرد که در صورت انجام تحقیقات در مورد اتهامات جنایات جنگی توسط ایالات متحده در افغانستان، با دیوان کیفری بین‌المللی همکاری نخواهد کرد. در ۱۲ آوریل ۲۰۱۹، هیئتی از قضات دیوان بین‌المللی کیفری تصمیم گرفتند که تحقیقاتی را در مورد افغانستان آغاز نکنند. فاتو بنسودا، دادستان ارشد دادگاه، گزارشی را ارائه کرد که «یک مبنای معقول» را مبنی بر ارتکاب جنایات ایجاد کرد، اما آنها تصمیم گرفتند که ادامه ندهند زیرا ایالات متحده و سایر طرف‌ها همکاری نمی‌کنند. در مارس ۲۰۲۰، قضات ارشد دیوان بین‌المللی کیفری خواستار تحقیق دربارهٔ جنایات جنگی توسط نیروهای آمریکایی، افغان و طالبان در افغانستان شدند و تحقیقات قبلی دربارهٔ نقش ایالات متحده در ارتکاب جنایات جنگی را لغو کردند.

### جنایات جنگی توسط نیروهای دفاعی استرالیا
دیوید مک براید افشاگر استرالیایی در سال ۲۰۱۷ اسناد طبقه‌بندی شده را به بنگاه خبررسانی استرالیا فاش کرد و آنها سریالی به نام پرونده‌های افغان را تولید کردند. این اسناد طیف گسترده‌ای از موضوعات، از جمله موارد متعدد کشتار غیرقانونی غیرنظامیان غیرمسلح را پوشش می‌دهد. در پاسخ به افشای اطلاعات، پلیس فدرال استرالیا در ژوئن ۲۰۱۹ به دفاتر بنگاه خبررسانی استرالیا یورش برد. بازرس کل نیروی دفاعی استرالیا به‌طور علنی نسخه ویرایش شده تحقیق افغانستان را منتشر کرد، که به نام گزارش بریتون شناخته می‌شود؛ جزئیات رفتار نادرست سربازان استرالیایی در افغانستان، عمدتاً اس‌ای‌اس (SAS) در نوامبر ۲۰۲۰ فاش شد. شواهدی از ۳۹ قتل فراقضایی توسط نیروهای استرالیایی، از جمله قتل غیرجنگجویان و اعدام زندانیان، که منجر به انحلال یک اسکادران اس‌ای‌اس و تحقیقات پلیس شد، یافت شد.
تحقیقات دیگری در مورد قتل‌های غیرقانونی بیشتر در میان گزارش‌های مربوط به یک حادثه ادعایی در مورد کشتن یک زندانی مقید توسط نیروهای استرالیایی نیز ادامه داشت. با این حال، فرمانده دسته واحدی که گفته می‌شود مسئول آن بود، این ادعاها را رد کرد.

### استفاده از فسفر سفید
فسفر سفید توسط سازمان‌های حقوق بشری به عنوان ظالمانه و غیرانسانی محکوم شده‌است زیرا باعث سوختگی شدید می‌شود. سوختگی فسفر سفید در اجساد غیرنظامیان مجروح در درگیری در نزدیکی بگرام تأیید شد. ایالات متحده حداقل ۴۴ مورد را ادعا می‌کند که در آن ستیزه‌جویان از فسفر سفید در سلاح‌ها یا حملات استفاده کرده‌اند. در ماه می ۲۰۰۹، ایالات متحده تأیید کرد که نیروهای نظامی غربی در افغانستان از فسفر سفید برای روشن کردن اهداف یا به عنوان یک آتش زا برای نابود کردن سنگرها و تجهیزات دشمن استفاده می‌کنند. هنگامی که مهمات دود معمولی در دسترس نبود، نیروهای ایالات متحده از فسفر سفید برای بررسی عقب‌نشینی در نبرد گنجگل استفاده کردند.

## تحقیقات قانونی

### دادگاه جنایی بین‌المللی
تحقیقات دیوان کیفری بین‌المللی در افغانستان پس از جمع‌آوری اطلاعات از قربانیان در طول سال‌های ۲۰۱۷ و ۲۰۱۸، درخواست سال ۲۰۱۹ برای آغاز تحقیقات، رد درخواست، و لغو رد درخواست، در سال ۲۰۲۰ ادامه یافت. این تحقیقات شامل پیگری جنایات جنگی و جنایات علیه بشریت که از ۱ مه ۲۰۰۳، در چارچوب جنگ در افغانستان، توسط طالبان و گروه‌های مسلح وابسته به آن، جنایات جنگی توسط نیروهای امنیت ملی افغانستان، و جنایات جنگی مرتکب شده در افغانستان، لهستان، رومانی و لیتوانی توسط نیروهای مسلح ایالات متحده و آژانس اطلاعات مرکزی بود.

### کمیسیون مستقل حقوق بشر افغانستان
کمیسیون مستقل حقوق بشر افغانستان پس از تحقیق در مورد تصرف سپین‌بولدک توسط طالبان در ۱۴ ژوئیه ۲۰۲۱ از طریق «منابع محلی معتبر» و مصاحبه با شاهدان و خانواده‌های قربانیان، گزارش کوتاهی را منتشر کرد. کمیسیون مستقل حقوق بشر افغانستان دریافت که نیروهای طالبان ۴۰ غیرنظامی را کشتند و اموال خصوصی را غارت کردند، امری که خلاف قوانین بین‌المللی بشردوستانه است.